# Armistead L. Boothe
Armistead Lloyd „Army“ Boothe (* 23. September 1907 in Alexandria; † 14. Februar 1990 in Falls Church) war ein US-amerikanischer Politiker.

## Leben
Boothe war der Sohn des Kommunalpolitikers und Anwalts Gardner Lloyd Boothe und dessen Frau Eleanor Harrison Carr Boothe. Er studierte 1924 bis 1928 an der University of Virginia und 1928 bis 1931 mit dem Rhodes-Stipendium an der University of Oxford Jura, woraufhin er die Anwaltstätigkeit in der Kanzlei seines Vaters aufnahm. 1936 war er kurzzeitig im Justizministerium tätig, 1939 bis 1942 war er „city attorney“ Alexandrias. Daraufhin diente er im Zweiten Weltkrieg in der United States Navy.
Boothe wurde 1947 als Demokrat in das Abgeordnetenhaus von Virginia gewählt, wo er sich nach seiner Vereidigung 1948 im linken Flügel der Demokratischen Partei positionierte. Er und seine Mitstreiter, wie er meist Veteranen aus städtischen und vorstädtischen Wahlbezirken, galten als die Jungen Wilden (im Englischen: Young Turks) des Parlaments. Obwohl sie sich immer noch als Mitglieder der konservativen Byrd Organization sahen, die von Harry F. Byrd senior angeführt wurde und als politische Maschine das Geschehen in Virginia kontrollierte, kam es zwischen beiden Gruppen immer wieder zu Auseinandersetzungen über die politische Ausrichtung Virginias. Besonders Boothe selbst, der als Anführer der Jungen Wilden galt, hatte eine ambivalente Beziehung zur Organization. In ihren frühen Jahren konnten die von Boothe angeführten Jungen Wilden zwar nur wenige Erfolge feiern, setzten jedoch eine Erhöhung des Etats für öffentliche Dienstleistungen durch. 1952 ratifizierte das virginische Parlament auf ihr Drängen symbolisch den 19. Zusatzartikel zur Verfassung der Vereinigten Staaten, welches drei Jahrzehnte zuvor das Frauenwahlrecht eingeführt hatte. 1956 wurde Boothe Abgeordneter im Senat von Virginia.
Neben einer sozialeren Wirtschaftspolitik forderte Boothe auch eine Revision der in Virginia herrschenden Jim-Crow-Gesetze, die durch ihr System der Rassentrennung die afroamerikanische Bevölkerung unterdrückten. Im 1949 erschienenen Artikel Civil Rights in Virginia erklärte Boothe, dass die fortlaufende Diskriminierung der Afroamerikaner dazu führen müsse, dass der Oberste Gerichtshof die Rassentrennung abschaffe – in Boothes Augen wäre dies eine große „Tragödie“ für die Südstaaten gewesen. Um diese zu verhindern, müsse Virginia den Schwarzen entgegenkommen und einzelne Jim-Crow-Gesetze unter Beibehaltung der Rassentrennung schrittweise und geordnet abschaffen. Seine Warnungen stießen jedoch auf taube Ohren. Die konservative Mehrheit in der Virginia General Assembly blockierte beispielsweise seine Versuche, die Rassentrennung in Öffentlichen Verkehrsmitteln abzuschaffen.
Wie von Boothe prognostiziert erklärte der Oberste Gerichtshof die Rassentrennung 1955 im Fall Brown v. Board of Education für verfassungswidrig. Boothe schlug erneut vor, einige Jim-Crow-Gesetze wie der Rassentrennung in öffentlichen Verkehrsmitteln abzuschaffen, um dem Gericht die Reformbereitschaft Virginias zu zeigen. Die weißen Schulen sollten auf lokaler Basis einigen ausgewählten schwarzen Musterschülern geöffnet werden. Auf die Kritik verschiedener Bürgerrechtsgruppen, die seine Vorschläge als nicht weitgehend genug kritisierten, antwortete er mit dem politischen Klima Virginias: Sein moderater Plan sei der einzige, der die Forderungen des Obersten Gerichtshofes mit denen der Konservativen in Einklang bringen könne. Tatsächlich lenkte die Byrd Organization auch nach der Brown-Entscheidung nicht ein und organisierte stattdessen die Massive-Resistance-Kampagne, den „Massiven Widerstand“ gegen die Desegregation. Boothe brach nun endgültig mit der Byrd Organization und wurde einer der führenden Gegner dieser Kampagne. Ihm zufolge sei die Entscheidung des Obersten Gerichtshofs ein Gesetz, an das man sich halten müsse. Er betonte außerdem, dass die Rassentrennung langfristig nur durch die von ihm vorgeschlagenen Maßnahmen beizubehalten sei. 1959 beendete eine Gerichtsentscheidung die Massive-Resistance-Kampagne. Mit Boothes Unterstützung wurde ein Plan verabschiedet, die Rassentrennung in den öffentlichen Schulen Virginias in einem sehr begrenzten Ausmaß abzuschaffen. Im selben Jahr gewann Boothe seine Wiederwahl mit einer klaren Mehrheit. Er hatte sich im Wahlkampf als ein wahrer Virginier dargestellt, der die Rassen trennen, die Schwarzen aber nicht unnötig erniedrigen wolle. In einem Brief an einen Freund erweiterte er seinen Standpunkt: Die schwarze Rasse sei der weißen Rasse auf Grund ihrer jahrelangen Unterdrückung unterlegen, weshalb die „traditionelle“ Rassentrennung in Virginia beibehalten werden müsse. Zugleich gebe es einige wenige Schwarze, die auf Grund ihrer individuellen Fähigkeiten gleiche Bürgerrechte verdienten. Boothes Rassismus zeigt dem Historiker Douglas Smith zufolge hierin seine intellektuelle Beschränktheit und Widersprüchlichkeit: Während Schwarze in Boothes Weltbild ihre Bürgerrechte durch gute Leistungen verdienen mussten, hatten Weiße in seinen Augen ungeachtet ihrer Leistungen von Geburt auf ein Anrecht auf ihre Bürgerrechte.
1961 kandidierte Boothe für den Posten des lieutenant governors, wurde jedoch bereits in den Vorwahlen der Demokraten von Mills E. Godwin mit 8 Prozentpunkten Abstand besiegt. Zwei Jahre später entschied er sich dagegen, erneut zur Wiederwahl anzutreten, womit er 1964 aus dem Senat ausschied. Auch sein Versuch, Senator zu werden, scheiterte 1966 in den Vorwahlen mit einer knappen Wahlniederlage gegen Harry F. Byrd junior. Nachdem Boothe 1969 eine Herzoperation überlebt hatte, gab er die Anwaltstätigkeit auf und widmete sich der Laienarbeit für die Episkopalkirche. Er engagierte sich besonders für das Virginia Theological Seminary. 1976 gab er seine Unterstützung für die Wiederwahl Byrds bekannt. Dieser hatte im Gegenzug versprochen, das man weiterhin Spenden an Universitäten von der Steuer abschreiben dürfe.
1934 heiratete er Elizabeth Ravenel Peelle, mit der er drei Kinder hatte. Boothe litt im Alter an der Alzheimer-Krankheit und verstarb 1990.

## Schriften (Auswahl)
- Civil Rights in Virginia In: Virginia Law Review, Band 28 (1949), S. 928–975